# A Lyga 2025
La A Lyga 2025 (también conocida como TOPsport A Lyga por razones de patrocinio) es la 36.ª edición de la máxima competición profesional de fútbol en Lituania. El torneo comenzó el 28 de febrero de 2025 y finalizara el 21 de septiembre de 2025.
Un total de 10 equipos participan en la competición, incluyendo 8 equipos de la temporada anterior, 1 proveniente de la I Lyga 2024 y ganador del playoff.
El Žalgiris es el campeón defensor.

## Formato
La competición consta de un grupo único integrado por diez clubes de toda la geografía lituania. Siguiendo un sistema de liga, los diez equipos se enfrentan todos contra todos en cuatro ocasiones, dos en campo propio y otras dos en campo contrario, sumando un total de 36 jornadas. El orden de los encuentros se decide por sorteo antes de empezar la competición y la clasificación final se establece teniendo en cuenta los puntos obtenidos en cada enfrentamiento, a razón de tres por partido ganado, uno por empate y ninguno en caso de derrota.

### Clasificación para competiciones europeas
El mejor equipo se clasificará para la Liga de Campeones de la UEFA 2026-27. El campeón de la Copa de Lituania 2025 y los siguientes dos mejores equipos ubicados no clasificados a la Liga de Campeones de la UEFA 2026-27 y a la Liga Europa de la UEFA 2026-27 clasificarán a la Liga Conferencia de la UEFA 2026-27 y el último descenderá a la I Lyga 2026.
No obstante, esta distribución se puede ver alterada si alguno de los equipos que han obtenido una plaza en alguna competición europea a través de las competiciones nacionales hubiera obtenido una plaza diferente tras la consecución de algún título europeo en la misma temporada, o hubiera obtenido dos plazas distintas en competiciones nacionales (una a través de la Liga y otra a través de la Copa), provocando así las siguientes dos excepciones:
- Excepción de la Copa de Lituania: Si un equipo obtiene una plaza para la Liga Conferencia de la UEFA por ganar la Copa de Lituania, pero finaliza la temporada en el primer lugar de la A Lyga, la plaza obtenida en Copa pasa al segundo clasificado, siendo el equipo clasificado en cuarto lugar quien acceda a la plaza de la Liga Conferencia de la UEFA.

## Relevos
Diez equipos compiten en la liga: los 9 mejores equipos de la TOPsport A Lyga 2024 y el mejor equipo promovido de la I Lyga 2024.
| Pos. | Descendidos a I Lyga |
| ---- | -------------------- |
| 10.º | Transinvest          |

| Pos. | Ascendidos de I Lyga |
| ---- | -------------------- |
| 1.º  | Riteriai             |

## Información
| Equipo         | Ciudad       | Entrenador          | Estadio                            | Capacidad |
| -------------- | ------------ | ------------------- | ---------------------------------- | --------- |
| Banga          | Gargždai     | David Afonso        | Gargždai Stadium                   | 2 323     |
| Dainava        | Alytus       | Mergen Orazov       | Alytus Stadium                     | 3 790     |
| Džiugas        | Telšiai      | Andrius Lipskis     | Telšiai Central Stadium            | 2 400     |
| Hegelmann      | Raudondvaris | Andrius Skerla      | LFF Kaunas Training Center Stadium | 500       |
| Kauno Žalgiris | Kaunas       | Eivinas Černiauskas | Darius and Girėnas Stadium         | 15 315    |
| Panevėžys      | Panevėžys    | Roland Vrabec       | Aukštaitija Stadium                | 6 600     |
| Riteriai       | Vilna        | Nicolas Vitorović   | LFF Stadium                        | 5 067     |
| Šiauliai       | Šiauliai     | Dainis Kazakevičs   | Savivaldybė Stadium                | 4 000     |
| Sūduva         | Marijampolė  | Donatas Vencevičius | Marijampolė Football Arena         | 6 250     |
| Žalgiris       | Vilna        | Vladimir Cheburin   | LFF Stadium                        | 5 067     |

## Localización
| Región      | N.º | Equipos                    |
| ----------- | --- | -------------------------- |
| Kaunas      | 2   | Hegelmann y Kauno Žalgiris |
| Vilnius     | 2   | Riteriai y Žalgiris        |
| Alytus      | 1   | Dainava                    |
| Klaipėda    | 1   | Banga                      |
| Marijampolė | 1   | Sūduva                     |
| Panevėžys   | 1   | Panevėžys                  |
| Šiauliai    | 1   | Šiauliai                   |
| Telšiai     | 1   | Džiugas                    |

## Clasificación
| Pos. | Equipo         | Pts. | PJ | G  | E | P  | GF | GC | Dif. | Clasificación 2026-27                                |
| ---- | -------------- | ---- | -- | -- | - | -- | -- | -- | ---- | ---------------------------------------------------- |
| 1    | Kauno Žalgiris | 53   | 23 | 16 | 5 | 2  | 47 | 14 | +33  | Primera ronda clasificatoria de la Liga de Campeones |
| 2    | Hegelmann      | 49   | 24 | 16 | 1 | 7  | 40 | 29 | +11  | Primera ronda clasificatoria de la Liga Conferencia  |
| 3    | Sūduva         | 42   | 24 | 11 | 9 | 4  | 35 | 23 | +12  | Primera ronda clasificatoria de la Liga Conferencia  |
| 4    | Šiauliai       | 37   | 25 | 10 | 7 | 8  | 40 | 35 | +5   |                                                      |
| 5    | Žalgiris       | 36   | 25 | 9  | 9 | 7  | 33 | 29 | +4   |                                                      |
| 6    | Džiugas        | 34   | 25 | 10 | 4 | 11 | 22 | 26 | −4   |                                                      |
| 7    | Panevėžys      | 34   | 25 | 10 | 4 | 11 | 36 | 33 | +3   |                                                      |
| 8    | Banga          | 28   | 25 | 8  | 4 | 13 | 20 | 27 | −7   |                                                      |
| 9    | Dainava        | 15   | 25 | 3  | 6 | 16 | 21 | 49 | −28  | Play-offs de promoción de categoría                  |
| 10   | Riteriai       | 14   | 25 | 3  | 5 | 17 | 26 | 54 | −28  | Descenso a la I Lyga                                 |

Actualizado a los partidos jugados el 20 de agosto de 2025.
 Fuente: TOPsport A Lyga
Criterios de clasificación: Puntos · Play Off · Puntos en enfrentamientos directos · Diferencia de goles en enfrentamientos directos · Goles a favor en enfrentamientos directos · Victorias en enfrentamientos directos · Diferencia de goles · Goles a favor · Victorias · Fair Play · Sorteo

### Evolución de la clasificación
| Equipo         | 01 | 02 | 03 | 04 | 05 | 06 | 07 | 08 | 09 | 10 | 11 | 12 | 13 | 14 | 15 | 16 | 17 | 18 | 19 | 20 | 21  | 22  | 23  | 24   | 25  | 26  | 27 | 28 | 29 | 30 | 31 | 32 | 33 | 34 | 35 | 36 |
| -------------- | -- | -- | -- | -- | -- | -- | -- | -- | -- | -- | -- | -- | -- | -- | -- | -- | -- | -- | -- | -- | --- | --- | --- | ---- | --- | --- | -- | -- | -- | -- | -- | -- | -- | -- | -- | -- |
| Kauno Žalgiris | 1  | 6  | 6  | 4  | 4  | 6  | 5  | 3  | 3  | 4  | 2  | 2  | 1  | 1  | 1  | 1  | 1  | 1  | 1  | 1* | 1*  | 1** | 1** | 1*** | 1** | 1** |    |    |    |    |    |    |    |    |    |    |
| Hegelmann      | 10 | 7  | 3  | 2  | 1  | 1  | 1  | 1  | 1  | 1  | 3  | 3  | 2  | 2  | 2  | 2  | 2  | 3  | 3  | 3* | 3** | 2** | 2** | 2*   | 2*  | 2*  |    |    |    |    |    |    |    |    |    |    |
| Sūduva         | 4  | 1  | 2  | 1  | 2  | 2  | 2  | 4  | 2  | 2  | 1  | 1  | 3  | 3  | 3  | 3  | 3  | 2  | 2  | 2* | 2*  | 3*  | 3   | 3*   | 3*  | 3*  |    |    |    |    |    |    |    |    |    |    |
| Šiauliai       | 2  | 2  | 5  | 7  | 5  | 3  | 6  | 5  | 4  | 5  | 4  | 4  | 4  | 4  | 4  | 4  | 4  | 4  | 4  | 4  | 4   | 4   | 4   | 4    | 4   |     |    |    |    |    |    |    |    |    |    |    |
| Žalgiris       | 5  | 3  | 4  | 3  | 3  | 4  | 3  | 6  | 6  | 7  | 6  | 7  | 7  | 7  | 8  | 8  | 8  | 6  | 6  | 6* | 5*  | 6** | 5*  | 6*   | 5   |     |    |    |    |    |    |    |    |    |    |    |
| Džiugas        | 7  | 5  | 1  | 5  | 6  | 5  | 4  | 2  | 5  | 3  | 5  | 5  | 5  | 5  | 5  | 6  | 5  | 5  | 5  | 5  | 6   | 5   | 6   | 5    | 6   |     |    |    |    |    |    |    |    |    |    |    |
| Panevėžys      | 9  | 10 | 8  | 8  | 9  | 9  | 8  | 9  | 9  | 8  | 7  | 6  | 6  | 6  | 6  | 5  | 6  | 7  | 7  | 7  | 7   | 7*  | 7*  | 7*   | 7   |     |    |    |    |    |    |    |    |    |    |    |
| Banga          | 3  | 4  | 7  | 6  | 8  | 8  | 9  | 8  | 7  | 6  | 8  | 8  | 8  | 8  | 7  | 7  | 7  | 8  | 8  | 8  | 8*  | 8** | 8** | 8*   | 8   | 8   |    |    |    |    |    |    |    |    |    |    |
| Dainava        | 8  | 9  | 10 | 10 | 10 | 10 | 10 | 10 | 10 | 10 | 10 | 10 | 10 | 10 | 10 | 10 | 10 | 10 | 10 | 10 | 10  | 10  | 10  | 9    | 9   |     |    |    |    |    |    |    |    |    |    |    |
| Riteriai       | 6  | 8  | 9  | 9  | 7  | 7  | 7  | 7  | 8  | 9  | 9  | 9  | 9  | 9  | 9  | 9  | 9  | 9  | 9  | 9  | 9   | 9   | 9   | 10   | 10  |     |    |    |    |    |    |    |    |    |    |    |

(*) Indica la posición del equipo con un partido pendiente
(**) Indica la posición del equipo con dos partidos pendientes
(***) Indica la posición del equipo con tres partidos pendientes

## Resultados

### Primera vuelta
| Jornada 1 | Jornada 1 | Jornada 1      | Jornada 1           | Jornada 1     | Jornada 1 | Jornada 1    |
| Local     | Resultado | Visitante      | Estadio             | Fecha         | Hora      | Espectadores |
| --------- | --------- | -------------- | ------------------- | ------------- | --------- | ------------ |
| Dainava   | 1 – 3     | Kauno Žalgiris | Alytus Stadium      | 28 de febrero | 19:30     | 253          |
| Banga     | 2 – 0     | Hegelmann      | Gargždai Stadium    | 1 de marzo    | 15:30     | 593          |
| Riteriai  | 3 – 4     | Sūduva         | LFF Stadium         | 1 de marzo    | 17:30     | 325          |
| Panevėžys | 1 – 3     | Šiauliai       | Aukštaitija Stadium | 2 de marzo    | 14:00     | 450          |
| Žalgiris  | 2 – 1     | Džiugas        | LFF Stadium         | 2 de marzo    | 18:25     | 706          |

| Jornada 2      | Jornada 2 | Jornada 2 | Jornada 2                          | Jornada 2  | Jornada 2 | Jornada 2    |
| Local          | Resultado | Visitante | Estadio                            | Fecha      | Hora      | Espectadores |
| -------------- | --------- | --------- | ---------------------------------- | ---------- | --------- | ------------ |
| Riteriai       | 3 – 3     | Žalgiris  | LFF Stadium                        | 7 de marzo | 19:30     | 634          |
| Šiauliai       | 2 – 2     | Dainava   | Savivaldybė Stadium                | 8 de marzo | 15:00     | 650          |
| Kauno Žalgiris | 1 – 2     | Džiugas   | Darius and Girėnas Stadium         | 8 de marzo | 17:00     | 176          |
| Hegelmann      | 2 – 1     | Panevėžys | LFF Kaunas Training Center Stadium | 9 de marzo | 14:00     | 406          |
| Sūduva         | 1 – 0     | Banga     | Marijampolė Football Arena         | 9 de marzo | 18:25     | 374          |

| Jornada 3 | Jornada 3 | Jornada 3      | Jornada 3                          | Jornada 3   | Jornada 3 | Jornada 3    |
| Local     | Resultado | Visitante      | Estadio                            | Fecha       | Hora      | Espectadores |
| --------- | --------- | -------------- | ---------------------------------- | ----------- | --------- | ------------ |
| Dainava   | 0 – 2     | Džiugas        | Alytus Stadium                     | 14 de marzo | 19:00     | 150          |
| Hegelmann | 1 – 0     | Šiauliai       | LFF Kaunas Training Center Stadium | 15 de marzo | 16:00     | 324          |
| Žalgiris  | 1 – 1     | Banga          | LFF Stadium                        | 15 de marzo | 17:00     | 821          |
| Panevėžys | 2 – 0     | Sūduva         | Aukštaitija Stadium                | 16 de marzo | 15:00     | 250          |
| Riteriai  | 0 – 0     | Kauno Žalgiris | LFF Stadium                        | 16 de marzo | 18:25     | 275          |

| Jornada 4 | Jornada 4 | Jornada 4      | Jornada 4                          | Jornada 4   | Jornada 4 | Jornada 4    |
| Local     | Resultado | Visitante      | Estadio                            | Fecha       | Hora      | Espectadores |
| --------- | --------- | -------------- | ---------------------------------- | ----------- | --------- | ------------ |
| Sūduva    | 1 – 0     | Džiugas        | Marijampolė Football Arena         | 28 de marzo | 19:00     | 403          |
| Šiauliai  | 2 – 3     | Kauno Žalgiris | Savivaldybė Stadium                | 29 de marzo | 15:00     | 504          |
| Hegelmann | 2 – 1     | Riteriai       | LFF Kaunas Training Center Stadium | 29 de marzo | 17:00     | 383          |
| Panevėžys | 1 – 1     | Banga          | Aukštaitija Stadium                | 30 de marzo | 14:00     | 451          |
| Dainava   | 0 – 1     | Žalgiris       | Alytus Stadium                     | 30 de marzo | 17:25     | 315          |

| Jornada 5 | Jornada 5 | Jornada 5      | Jornada 5                  | Jornada 5  | Jornada 5 | Jornada 5    |
| Local     | Resultado | Visitante      | Estadio                    | Fecha      | Hora      | Espectadores |
| --------- | --------- | -------------- | -------------------------- | ---------- | --------- | ------------ |
| Sūduva    | 1 – 0     | Dainava        | Marijampolė Football Arena | 4 de abril | 18:30     | 565          |
| Riteriai  | 3 – 1     | Panevėžys      | LFF Stadium                | 5 de abril | 15:00     | 226          |
| Banga     | 1 – 2     | Šiauliai       | Gargždai Stadium           | 5 de abril | 16:00     | 402          |
| Džiugas   | 0 – 2     | Hegelmann      | Telšiai Central Stadium    | 6 de abril | 15:00     | 261          |
| Žalgiris  | 0 – 0     | Kauno Žalgiris | LFF Stadium                | 6 de abril | 17:25     | 803          |

| Jornada 6      | Jornada 6 | Jornada 6 | Jornada 6                          | Jornada 6   | Jornada 6 | Jornada 6    |
| Local          | Resultado | Visitante | Estadio                            | Fecha       | Hora      | Espectadores |
| -------------- | --------- | --------- | ---------------------------------- | ----------- | --------- | ------------ |
| Panevėžys      | 0 – 1     | Džiugas   | Aukštaitija Stadium                | 12 de abril | 13:00     | 253          |
| Šiauliai       | 2 – 0     | Žalgiris  | Savivaldybė Stadium                | 12 de abril | 15:00     | 514          |
| Banga          | 1 – 3     | Riteriai  | Gargždai Stadium                   | 12 de abril | 16:00     | 376          |
| Kauno Žalgiris | 0 – 0     | Sūduva    | Darius and Girėnas Stadium         | 12 de abril | 16:00     | 6 575        |
| Hegelmann      | 3 – 2     | Dainava   | LFF Kaunas Training Center Stadium | 12 de abril | 17:00     | 288          |

| Jornada 7      | Jornada 7 | Jornada 7 | Jornada 7                  | Jornada 7   | Jornada 7 | Jornada 7    |
| Local          | Resultado | Visitante | Estadio                    | Fecha       | Hora      | Espectadores |
| -------------- | --------- | --------- | -------------------------- | ----------- | --------- | ------------ |
| Banga          | 0 – 1     | Džiugas   | Gargždai Stadium           | 16 de abril | 17:30     | 374          |
| Kauno Žalgiris | 3 – 1     | Hegelmann | Darius and Girėnas Stadium | 16 de abril | 18:00     | 1 320        |
| Šiauliai       | 2 – 2     | Riteriai  | Savivaldybė Stadium        | 16 de abril | 18:00     | 402          |
| Dainava        | 1 – 3     | Panevėžys | Alytus Stadium             | 16 de abril | 18:30     | 52           |
| Žalgiris       | 3 – 0     | Sūduva    | LFF Stadium                | 16 de abril | 18:30     | 576          |

| Jornada 8 | Jornada 8 | Jornada 8      | Jornada 8                          | Jornada 8   | Jornada 8 | Jornada 8    |
| Local     | Resultado | Visitante      | Estadio                            | Fecha       | Hora      | Espectadores |
| --------- | --------- | -------------- | ---------------------------------- | ----------- | --------- | ------------ |
| Panevėžys | 0 – 2     | Kauno Žalgiris | Aukštaitija Stadium                | 19 de abril | 16:00     | 206          |
| Sūduva    | 1 – 1     | Šiauliai       | Marijampolė Football Arena         | 19 de abril | 18:00     | 704          |
| Riteriai  | 0 – 1     | Džiugas        | LFF Stadium                        | 19 de abril | 18:30     | 175          |
| Banga     | 2 – 1     | Dainava        | Gargždai Stadium                   | 20 de abril | 15:00     | 700          |
| Hegelmann | 2 – 1     | Žalgiris       | LFF Kaunas Training Center Stadium | 20 de abril | 17:25     | 702          |

| Jornada 9      | Jornada 9 | Jornada 9 | Jornada 9                  | Jornada 9   | Jornada 9 | Jornada 9    |
| Local          | Resultado | Visitante | Estadio                    | Fecha       | Hora      | Espectadores |
| -------------- | --------- | --------- | -------------------------- | ----------- | --------- | ------------ |
| Žalgiris       | 2 – 3     | Panevėžys | LFF Stadium                | 25 de abril | 19:00     | 692          |
| Džiugas        | 0 – 1     | Šiauliai  | Telšiai Central Stadium    | 26 de abril | 15:00     | 225          |
| Dainava        | 1 – 1     | Riteriai  | Alytus Stadium             | 26 de abril | 18:30     | 671          |
| Kauno Žalgiris | 0 – 1     | Banga     | Darius and Girėnas Stadium | 27 de abril | 15:30     | 979          |
| Sūduva         | 4 – 0     | Hegelmann | Marijampolė Football Arena | 27 de abril | 17:25     | 608          |

### Segunda vuelta
| Jornada 10     | Jornada 10 | Jornada 10 | Jornada 10                 | Jornada 10 | Jornada 10 | Jornada 10   |
| Local          | Resultado  | Visitante  | Estadio                    | Fecha      | Hora       | Espectadores |
| -------------- | ---------- | ---------- | -------------------------- | ---------- | ---------- | ------------ |
| Šiauliai       | 0 – 3      | Hegelmann  | Savivaldybė Stadium        | 2 de mayo  | 18:00      | 1 473        |
| Banga          | 2 – 0      | Žalgiris   | Gargždai Stadium           | 3 de mayo  | 16:00      | 737          |
| Džiugas        | 2 – 0      | Dainava    | Telšiai Central Stadium    | 3 de mayo  | 17:00      | 907          |
| Sūduva         | 0 – 0      | Panevėžys  | Marijampolė Football Arena | 4 de mayo  | 15:00      | 626          |
| Kauno Žalgiris | 3 – 1      | Riteriai   | Darius and Girėnas Stadium | 4 de mayo  | 17:25      | 583          |

| Jornada 11 | Jornada 11 | Jornada 11     | Jornada 11              | Jornada 11 | Jornada 11 | Jornada 11   |
| Local      | Resultado  | Visitante      | Estadio                 | Fecha      | Hora       | Espectadores |
| ---------- | ---------- | -------------- | ----------------------- | ---------- | ---------- | ------------ |
| Žalgiris   | 2 – 0      | Riteriai       | LFF Stadium             | 9 de mayo  | 18:30      | 634          |
| Džiugas    | 0 – 1      | Kauno Žalgiris | Telšiai Central Stadium | 9 de mayo  | 19:00      | 948          |
| Panevėžys  | 3 – 0      | Hegelmann      | Aukštaitija Stadium     | 10 de mayo | 15:00      | 235          |
| Banga      | 0 – 1      | Sūduva         | Gargždai Stadium        | 11 de mayo | 16:00      | 665          |
| Dainava    | 1 – 2      | Šiauliai       | Alytus Stadium          | 11 de mayo | 17:25      | 445          |

| Jornada 12     | Jornada 12 | Jornada 12 | Jornada 12                         | Jornada 12 | Jornada 12 | Jornada 12   |
| Local          | Resultado  | Visitante  | Estadio                            | Fecha      | Hora       | Espectadores |
| -------------- | ---------- | ---------- | ---------------------------------- | ---------- | ---------- | ------------ |
| Dainava        | 0 – 3      | Sūduva     | Alytus Stadium                     | 16 de mayo | 18:30      | 423          |
| Hegelmann      | 1 – 0      | Džiugas    | LFF Kaunas Training Center Stadium | 17 de mayo | 15:00      | 315          |
| Panevėžys      | 3 – 0      | Riteriai   | Aukštaitija Stadium                | 17 de mayo | 16:00      | 175          |
| Kauno Žalgiris | 3 – 0      | Žalgiris   | Darius and Girėnas Stadium         | 17 de mayo | 17:25      | 5 910        |
| Šiauliai       | 3 – 0      | Banga      | Savivaldybė Stadium                | 18 de mayo | 15:00      | 433          |

| Jornada 13     | Jornada 13 | Jornada 13 | Jornada 13                 | Jornada 13 | Jornada 13 | Jornada 13   |
| Local          | Resultado  | Visitante  | Estadio                    | Fecha      | Hora       | Espectadores |
| -------------- | ---------- | ---------- | -------------------------- | ---------- | ---------- | ------------ |
| Banga          | 1 – 1      | Panevėžys  | Gargždai Stadium           | 23 de mayo | 18:30      | 505          |
| Kauno Žalgiris | 3 – 0      | Šiauliai   | Darius and Girėnas Stadium | 23 de mayo | 18:30      | 1 112        |
| Riteriai       | 2 – 4      | Hegelmann  | LFF Stadium                | 24 de mayo | 19:00      | 50           |
| Žalgiris       | 1 – 1      | Dainava    | LFF Stadium                | 25 de mayo | 16:30      | 1 012        |
| Džiugas        | 1 – 1      | Sūduva     | Telšiai Central Stadium    | 25 de mayo | 19:00      | 825          |

| Jornada 14     | Jornada 14 | Jornada 14 | Jornada 14                         | Jornada 14 | Jornada 14 | Jornada 14   |
| Local          | Resultado  | Visitante  | Estadio                            | Fecha      | Hora       | Espectadores |
| -------------- | ---------- | ---------- | ---------------------------------- | ---------- | ---------- | ------------ |
| Kauno Žalgiris | 4 – 0      | Dainava    | Darius and Girėnas Stadium         | 30 de mayo | 18:00      | 1 118        |
| Džiugas        | 1 – 1      | Žalgiris   | Telšiai Central Stadium            | 31 de mayo | 15:00      | 776          |
| Hegelmann      | 2 – 0      | Banga      | LFF Kaunas Training Center Stadium | 31 de mayo | 17:00      | 400          |
| Sūduva         | 4 – 1      | Riteriai   | Marijampolė Football Arena         | 1 de junio | 15:30      | 813          |
| Šiauliai       | 2 – 1      | Panevėžys  | Savivaldybė Stadium                | 1 de junio | 17:25      | 787          |

| Jornada 15 | Jornada 15 | Jornada 15     | Jornada 15                 | Jornada 15  | Jornada 15 | Jornada 15   |
| Local      | Resultado  | Visitante      | Estadio                    | Fecha       | Hora       | Espectadores |
| ---------- | ---------- | -------------- | -------------------------- | ----------- | ---------- | ------------ |
| Sūduva     | 0 – 0      | Kauno Žalgiris | Marijampolė Football Arena | 13 de junio | 18:00      | 1 125        |
| Žalgiris   | 0 – 0      | Šiauliai       | LFF Stadium                | 13 de junio | 18:30      | 575          |
| Džiugas    | 1 – 1      | Panevėžys      | Telšiai Central Stadium    | 13 de junio | 19:00      | 803          |
| Riteriai   | 1 – 2      | Banga          | LFF Stadium                | 14 de junio | 18:30      | 145          |
| Dainava    | 2 – 2      | Hegelmann      | Alytus Stadium             | 14 de junio | 19:00      | 519          |

| Jornada 16 | Jornada 16 | Jornada 16     | Jornada 16                         | Jornada 16  | Jornada 16 | Jornada 16   |
| Local      | Resultado  | Visitante      | Estadio                            | Fecha       | Hora       | Espectadores |
| ---------- | ---------- | -------------- | ---------------------------------- | ----------- | ---------- | ------------ |
| Panevėžys  | 2 – 0      | Dainava        | Aukštaitija Stadium                | 19 de junio | 18:30      | 454          |
| Sūduva     | 2 – 2      | Žalgiris       | Marijampolė Football Arena         | 19 de junio | 18:30      | 1 009        |
| Džiugas    | 0 – 1      | Banga          | Telšiai Central Stadium            | 19 de junio | 19:00      | 579          |
| Hegelmann  | 1 – 2      | Kauno Žalgiris | LFF Kaunas Training Center Stadium | 19 de junio | 19:00      | 645          |
| Riteriai   | 1 – 0      | Šiauliai       | LFF Stadium                        | 19 de junio | 19:00      | 40           |

| Jornada 17     | Jornada 17 | Jornada 17 | Jornada 17                 | Jornada 17  | Jornada 17 | Jornada 17   |
| Local          | Resultado  | Visitante  | Estadio                    | Fecha       | Hora       | Espectadores |
| -------------- | ---------- | ---------- | -------------------------- | ----------- | ---------- | ------------ |
| Dainava        | 2 – 1      | Banga      | Alytus Stadium             | 24 de junio | 17:30      | 403          |
| Žalgiris       | 0 – 1      | Hegelmann  | LFF Stadium                | 24 de junio | 17:30      | 637          |
| Kauno Žalgiris | 3 – 0      | Panevėžys  | Darius and Girėnas Stadium | 24 de junio | 18:00      | 1 739        |
| Džiugas        | 2 – 1      | Riteriai   | Telšiai Central Stadium    | 25 de junio | 18:00      | 675          |
| Šiauliai       | 2 – 2      | Sūduva     | Savivaldybė Stadium        | 25 de junio | 18:00      | 701          |

| Jornada 18 | Jornada 18 | Jornada 18     | Jornada 18                         | Jornada 18  | Jornada 18 | Jornada 18   |
| Local      | Resultado  | Visitante      | Estadio                            | Fecha       | Hora       | Espectadores |
| ---------- | ---------- | -------------- | ---------------------------------- | ----------- | ---------- | ------------ |
| Riteriai   | 0 – 2      | Dainava        | LFF Stadium                        | 29 de junio | 15:00      | 239          |
| Šiauliai   | 5 – 0      | Džiugas        | Savivaldybė Stadium                | 29 de junio | 15:00      | 588          |
| Panevėžys  | 2 – 4      | Žalgiris       | Aukštaitija Stadium                | 29 de junio | 17:25      | 456          |
| Banga      | 0 – 2      | Kauno Žalgiris | Gargždai Stadium                   | 30 de junio | 18:00      | 569          |
| Hegelmann  | 0 – 2      | Sūduva         | LFF Kaunas Training Center Stadium | 30 de junio | 18:00      | 857          |

### Tercera vuelta
| Jornada 19 | Jornada 19 | Jornada 19     | Jornada 19                         | Jornada 19 | Jornada 19 | Jornada 19   |
| Local      | Resultado  | Visitante      | Estadio                            | Fecha      | Hora       | Espectadores |
| ---------- | ---------- | -------------- | ---------------------------------- | ---------- | ---------- | ------------ |
| Žalgiris   | 1 – 0      | Banga          | LFF Stadium                        | 4 de julio | 18:00      | 778          |
| Hegelmann  | 5 – 2      | Šiauliai       | LFF Kaunas Training Center Stadium | 5 de julio | 17:00      | 345          |
| Riteriai   | 1 – 5      | Kauno Žalgiris | LFF Stadium                        | 5 de julio | 19:00      | 165          |
| Dainava    | 0 – 2      | Džiugas        | Alytus Stadium                     | 6 de julio | 17:45      | 488          |
| Panevėžys  | 1 – 2      | Sūduva         | Aukštaitija Stadium                | 7 de julio | 20:00      | 545          |

| Jornada 20     | Jornada 20 | Jornada 20 | Jornada 20                 | Jornada 20   | Jornada 20 | Jornada 20   |
| Local          | Resultado  | Visitante  | Estadio                    | Fecha        | Hora       | Espectadores |
| -------------- | ---------- | ---------- | -------------------------- | ------------ | ---------- | ------------ |
| Riteriai       | 0 – 2      | Šiauliai   | LFF Stadium                | 11 de julio  | 18:00      | T.B.D        |
| Džiugas        | 0 – 0      | Banga      | Telšiai Central Stadium    | 13 de julio  | 17:25      | T.B.D        |
| Dainava        | 0 – 3      | Panevėžys  | Alytus Stadium             | 14 de julio  | 19:00      | T.B.D        |
| Žalgiris       | 1 – 0      | Sūduva     | LFF Stadium                | 7 de agosto  | 18:00      | T.B.D        |
| Kauno Žalgiris | v.s.       | Hegelmann  | Darius and Girėnas Stadium | 27 de agosto | 18:00      | T.B.D        |

| Jornada 21     | Jornada 21 | Jornada 21 | Jornada 21                 | Jornada 21   | Jornada 21 | Jornada 21   |
| Local          | Resultado  | Visitante  | Estadio                    | Fecha        | Hora       | Espectadores |
| -------------- | ---------- | ---------- | -------------------------- | ------------ | ---------- | ------------ |
| Žalgiris       | 2 – 0      | Džiugas    | LFF Stadium                | 19 de julio  | 18:00      | T.B.D        |
| Panevėžys      | 2 – 0      | Šiauliai   | Aukštaitija Stadium        | 20 de julio  | 17:25      | T.B.D        |
| Sūduva         | 0 – 0      | Riteriai   | Marijampolė Football Arena | 20 de julio  | 18:30      | T.B.D        |
| Kauno Žalgiris | 3 – 0      | Dainava    | Darius and Girėnas Stadium | 21 de julio  | 18:30      | T.B.D        |
| Banga          | 0 – 1      | Hegelmann  | Gargždai Stadium           | 13 de agosto | 18:00      | T.B.D        |

| Jornada 22 | Jornada 22 | Jornada 22     | Jornada 22                         | Jornada 22   | Jornada 22 | Jornada 22   |
| Local      | Resultado  | Visitante      | Estadio                            | Fecha        | Hora       | Espectadores |
| ---------- | ---------- | -------------- | ---------------------------------- | ------------ | ---------- | ------------ |
| Sūduva     | 2 – 3      | Džiugas        | Marijampolė Football Arena         | 27 de julio  | 15:45      | T.B.D        |
| Hegelmann  | 3 – 0      | Riteriai       | LFF Kaunas Training Center Stadium | 28 de julio  | 19:00      | T.B.D        |
| Panevėžys  | 1 – 0      | Banga          | Aukštaitija Stadium                | 20 de agosto | 18:00      | T.B.D        |
| Šiauliai   | 2 – 2      | Kauno Žalgiris | Savivaldybė Stadium                | 20 de agosto | 18:00      | T.B.D        |
| Žalgiris   | 1 – 1      | Dainava        | LFF Stadium                        | 20 de agosto | 18:00      | T.B.D        |

| Jornada 23 | Jornada 23 | Jornada 23     | Jornada 23              | Jornada 23  | Jornada 23 | Jornada 23   |
| Local      | Resultado  | Visitante      | Estadio                 | Fecha       | Hora       | Espectadores |
| ---------- | ---------- | -------------- | ----------------------- | ----------- | ---------- | ------------ |
| Riteriai   | 1 – 3      | Panevėžys      | LFF Stadium             | 1 de agosto | 18:00      | T.B.D        |
| Dainava    | 2 – 2      | Sūduva         | Alytus Stadium          | 3 de agosto | 17:25      | T.B.D        |
| Banga      | 1 – 0      | Šiauliai       | Gargždai Stadium        | 4 de agosto | 18:00      | T.B.D        |
| Džiugas    | 0 – 1      | Hegelmann      | Telšiai Central Stadium | 4 de agosto | 18:30      | T.B.D        |
| Žalgiris   | 1 – 2      | Kauno Žalgiris | LFF Stadium             | 4 de agosto | 19:00      | T.B.D        |

| Jornada 24     | Jornada 24 | Jornada 24 | Jornada 24                         | Jornada 24   | Jornada 24 | Jornada 24   |
| Local          | Resultado  | Visitante  | Estadio                            | Fecha        | Hora       | Espectadores |
| -------------- | ---------- | ---------- | ---------------------------------- | ------------ | ---------- | ------------ |
| Panevėžys      | 0 – 1      | Džiugas    | Aukštaitija Stadium                | 8 de agosto  | 18:00      | T.B.D        |
| Hegelmann      | 0 – 1      | Dainava    | LFF Kaunas Training Center Stadium | 10 de agosto | 17:25      | T.B.D        |
| Banga          | 2 – 0      | Riteriai   | Gargždai Stadium                   | 10 de agosto | 18:00      | T.B.D        |
| Šiauliai       | 2 – 2      | Žalgiris   | Savivaldybė Stadium                | 11 de agosto | 18:00      | T.B.D        |
| Kauno Žalgiris | v.s.       | Sūduva     | Darius and Girėnas Stadium         | T.B.D        | T.B.D      | T.B.D        |

| Jornada 25 | Jornada 25 | Jornada 25     | Jornada 25                         | Jornada 25   | Jornada 25 | Jornada 25   |
| Local      | Resultado  | Visitante      | Estadio                            | Fecha        | Hora       | Espectadores |
| ---------- | ---------- | -------------- | ---------------------------------- | ------------ | ---------- | ------------ |
| Šiauliai   | 3 – 1      | Dainava        | Savivaldybė Stadium                | 28 de julio  | 18:00      | T.B.D        |
| Sūduva     | 2 – 1      | Banga          | Marijampolė Football Arena         | 17 de agosto | 17:25      | T.B.D        |
| Džiugas    | 1 – 2      | Kauno Žalgiris | Telšiai Central Stadium            | 17 de agosto | 18:00      | T.B.D        |
| Hegelmann  | 3 – 1      | Panevėžys      | LFF Kaunas Training Center Stadium | 17 de agosto | 18:00      | T.B.D        |
| Žalgiris   | 2 – 1      | Riteriai       | LFF Stadium                        | 17 de agosto | 19:00      | T.B.D        |

| Jornada 26 | Jornada 26 | Jornada 26     | Jornada 26                         | Jornada 26   | Jornada 26 | Jornada 26   |
| Local      | Resultado  | Visitante      | Estadio                            | Fecha        | Hora       | Espectadores |
| ---------- | ---------- | -------------- | ---------------------------------- | ------------ | ---------- | ------------ |
| Riteriai   | v.s.       | Džiugas        | LFF Stadium                        | 22 de agosto | 18:00      | T.B.D        |
| Šiauliai   | v.s.       | Sūduva         | Savivaldybė Stadium                | 22 de agosto | 18:00      | T.B.D        |
| Dainava    | v.s.       | Banga          | Alytus Stadium                     | 24 de agosto | 16:00      | T.B.D        |
| Panevėžys  | v.s.       | Kauno Žalgiris | Aukštaitija Stadium                | 24 de agosto | 17:25      | T.B.D        |
| Hegelmann  | v.s.       | Žalgiris       | LFF Kaunas Training Center Stadium | 25 de agosto | 18:00      | T.B.D        |

| Jornada 27 | Jornada 27 | Jornada 27     | Jornada 27                 | Jornada 27   | Jornada 27 | Jornada 27   |
| Local      | Resultado  | Visitante      | Estadio                    | Fecha        | Hora       | Espectadores |
| ---------- | ---------- | -------------- | -------------------------- | ------------ | ---------- | ------------ |
| Banga      | v.s.       | Kauno Žalgiris | Gargždai Stadium           | 30 de agosto | 16:00      | T.B.D        |
| Sūduva     | v.s.       | Hegelmann      | Marijampolė Football Arena | 30 de agosto | 16:00      | T.B.D        |
| Džiugas    | v.s.       | Šiauliai       | Telšiai Central Stadium    | 31 de agosto | 16:00      | T.B.D        |
| Riteriai   | v.s.       | Dainava        | LFF Stadium                | 31 de agosto | 16:00      | T.B.D        |
| Žalgiris   | v.s.       | Panevėžys      | LFF Stadium                | 31 de agosto | 17:25      | T.B.D        |

### Cuarta vuelta
| Jornada 28 | Jornada 28 | Jornada 28 | Jornada 28 | Jornada 28  | Jornada 28  | Jornada 28   |
| Local      | Resultado  | Visitante  | Estadio    | Fecha       | Hora        | Espectadores |
| ---------- | ---------- | ---------- | ---------- | ----------- | ----------- | ------------ |
|            | v.s.       |            |            | Por definir | Por definir | T.B.D        |
|            | v.s.       |            |            | Por definir | Por definir | T.B.D        |
|            | v.s.       |            |            | Por definir | Por definir | T.B.D        |
|            | v.s.       |            |            | Por definir | Por definir | T.B.D        |
|            | v.s.       |            |            | Por definir | Por definir | T.B.D        |

| Jornada 29 | Jornada 29 | Jornada 29 | Jornada 29 | Jornada 29  | Jornada 29  | Jornada 29   |
| Local      | Resultado  | Visitante  | Estadio    | Fecha       | Hora        | Espectadores |
| ---------- | ---------- | ---------- | ---------- | ----------- | ----------- | ------------ |
|            | v.s.       |            |            | Por definir | Por definir | T.B.D        |
|            | v.s.       |            |            | Por definir | Por definir | T.B.D        |
|            | v.s.       |            |            | Por definir | Por definir | T.B.D        |
|            | v.s.       |            |            | Por definir | Por definir | T.B.D        |
|            | v.s.       |            |            | Por definir | Por definir | T.B.D        |

| Jornada 30 | Jornada 30 | Jornada 30 | Jornada 30 | Jornada 30  | Jornada 30  | Jornada 30   |
| Local      | Resultado  | Visitante  | Estadio    | Fecha       | Hora        | Espectadores |
| ---------- | ---------- | ---------- | ---------- | ----------- | ----------- | ------------ |
|            | v.s.       |            |            | Por definir | Por definir | T.B.D        |
|            | v.s.       |            |            | Por definir | Por definir | T.B.D        |
|            | v.s.       |            |            | Por definir | Por definir | T.B.D        |
|            | v.s.       |            |            | Por definir | Por definir | T.B.D        |
|            | v.s.       |            |            | Por definir | Por definir | T.B.D        |

| Jornada 31 | Jornada 31 | Jornada 31 | Jornada 31 | Jornada 31  | Jornada 31  | Jornada 31   |
| Local      | Resultado  | Visitante  | Estadio    | Fecha       | Hora        | Espectadores |
| ---------- | ---------- | ---------- | ---------- | ----------- | ----------- | ------------ |
|            | v.s.       |            |            | Por definir | Por definir | T.B.D        |
|            | v.s.       |            |            | Por definir | Por definir | T.B.D        |
|            | v.s.       |            |            | Por definir | Por definir | T.B.D        |
|            | v.s.       |            |            | Por definir | Por definir | T.B.D        |
|            | v.s.       |            |            | Por definir | Por definir | T.B.D        |

| Jornada 32 | Jornada 32 | Jornada 32 | Jornada 32 | Jornada 32  | Jornada 32  | Jornada 32   |
| Local      | Resultado  | Visitante  | Estadio    | Fecha       | Hora        | Espectadores |
| ---------- | ---------- | ---------- | ---------- | ----------- | ----------- | ------------ |
|            | v.s.       |            |            | Por definir | Por definir | T.B.D        |
|            | v.s.       |            |            | Por definir | Por definir | T.B.D        |
|            | v.s.       |            |            | Por definir | Por definir | T.B.D        |
|            | v.s.       |            |            | Por definir | Por definir | T.B.D        |
|            | v.s.       |            |            | Por definir | Por definir | T.B.D        |

| Jornada 33 | Jornada 33 | Jornada 33 | Jornada 33 | Jornada 33  | Jornada 33  | Jornada 33   |
| Local      | Resultado  | Visitante  | Estadio    | Fecha       | Hora        | Espectadores |
| ---------- | ---------- | ---------- | ---------- | ----------- | ----------- | ------------ |
|            | v.s.       |            |            | Por definir | Por definir | T.B.D        |
|            | v.s.       |            |            | Por definir | Por definir | T.B.D        |
|            | v.s.       |            |            | Por definir | Por definir | T.B.D        |
|            | v.s.       |            |            | Por definir | Por definir | T.B.D        |
|            | v.s.       |            |            | Por definir | Por definir | T.B.D        |

| Jornada 34 | Jornada 34 | Jornada 34 | Jornada 34 | Jornada 34  | Jornada 34  | Jornada 34   |
| Local      | Resultado  | Visitante  | Estadio    | Fecha       | Hora        | Espectadores |
| ---------- | ---------- | ---------- | ---------- | ----------- | ----------- | ------------ |
|            | v.s.       |            |            | Por definir | Por definir | T.B.D        |
|            | v.s.       |            |            | Por definir | Por definir | T.B.D        |
|            | v.s.       |            |            | Por definir | Por definir | T.B.D        |
|            | v.s.       |            |            | Por definir | Por definir | T.B.D        |
|            | v.s.       |            |            | Por definir | Por definir | T.B.D        |

| Jornada 35 | Jornada 35 | Jornada 35 | Jornada 35 | Jornada 35  | Jornada 35  | Jornada 35   |
| Local      | Resultado  | Visitante  | Estadio    | Fecha       | Hora        | Espectadores |
| ---------- | ---------- | ---------- | ---------- | ----------- | ----------- | ------------ |
|            | v.s.       |            |            | Por definir | Por definir | T.B.D        |
|            | v.s.       |            |            | Por definir | Por definir | T.B.D        |
|            | v.s.       |            |            | Por definir | Por definir | T.B.D        |
|            | v.s.       |            |            | Por definir | Por definir | T.B.D        |
|            | v.s.       |            |            | Por definir | Por definir | T.B.D        |

| Jornada 36 | Jornada 36 | Jornada 36 | Jornada 36 | Jornada 36  | Jornada 36  | Jornada 36   |
| Local      | Resultado  | Visitante  | Estadio    | Fecha       | Hora        | Espectadores |
| ---------- | ---------- | ---------- | ---------- | ----------- | ----------- | ------------ |
|            | v.s.       |            |            | Por definir | Por definir | T.B.D        |
|            | v.s.       |            |            | Por definir | Por definir | T.B.D        |
|            | v.s.       |            |            | Por definir | Por definir | T.B.D        |
|            | v.s.       |            |            | Por definir | Por definir | T.B.D        |
|            | v.s.       |            |            | Por definir | Por definir | T.B.D        |

## Estadísticas

### Récords
- Primer gol de la temporada: Anotado por Fiodor Černych, en el Dainava 1 – 3 Kauno Žalgiris (28 de febrero de 2025)
- Mayor número de goles marcados en un partido: 7 goles, Riteriai 3 – 4 Sūduva (1 de marzo de 2025)
- Partido con más espectadores: 6 575, en el Kauno Žalgiris 0 – 0 Sūduva (12 de abril de 2025)
- Partido con menos espectadores: 40, en el Riteriai 1 – 0 Šiauliai (19 de junio de 2025)